# Shuli Natan
Pour les articles homonymes, voir Natan.
Shouly Nathan (hébreu : שולי נתן), née en 1947, est une chanteuse israélienne. Elle est principalement connue pour être la première interprète de la chanson Jérusalem d'or (Yerushalayim Shel Zahav), écrite par Naomi Shemer.

## Biographie
Myriam Shoulamit Bauernfreund naît à Londres dans une famille d’artistes. Sioniste, la famille émigre en Palestine mandataire et s’installe à Wilhelma. Effectuant sa scolarité au lycée Blich et son service militaire comme enseignante pour femmes illettrées dans le sud du pays, elle fait ses premières armes musicales au mouvement de jeunesse Bnei-Akiva puis lors de son service militaire. Choisie pour interpréter Jérusalem d'or lors du 19e jour de l’indépendance donc peu avant la guerre des Six Jours à l’issue de laquelle Israël reconquiert la partie est de Jérusalem, elle devient instantanément célèbre et adopte comme nom d’artiste le patronyme de sa mère dont la famille séfarade a quitté le Portugal au XVe siècle pour Amsterdam puis Hambourg.